# Рибариће
Рибариће је насеље у општини Тутин, у Рашком округу, у Србији. Према попису из 2022. било је 1103 становника.
Насеље се налази на месту где Ибар излази из Рибарићске клисуре и где настаје ерозивно проширење настало деловањем и Црне реке и Паљевске реке. Село је на крају језера Газиводе. Саобраћајни положај Рибарића је изузетно повољан јер се у њему одвајају путеви за Црну Гору, Косово и Метохију и Нови Пазар и долину Ибра.
Име насеља указује на главну карактеристику старог становништва а то је риболов. Два латинска гробља која се налазе у Рибарићу указују да је становништво племена Хоти које се овде настанило из околине Скадра и до којег потичу данашњи бошњачки родови: Беровићи, Имберовићи, Демировићи и Рамићевићи, било католичке вере. У Попићу и испод манастира Црне Реке уочавају се трагови старијег српског становништва.

## Демографија
У насељу Рибариће живи 599 пунолетних становника, а просечна старост становништва износи 30,0 година (29,3 код мушкараца и 30,7 код жена). У насељу има 181 домаћинство, а просечан број чланова по домаћинству је 4,82.
Ово насеље је великим делом насељено Бошњацима (према попису из 2002. године).
|  |

| Демографија | Демографија | Демографија |
| Година      | Становника  | Становника  |
| ----------- | ----------- | ----------- |
| 1948.       | 470         |             |
| 1953.       | 567         |             |
| 1961.       | 620         |             |
| 1971.       | 691         |             |
| 1981.       | 921         |             |
| 1991.       | 957         | 943         |
| 2002.       | 885         | 1.009       |

| Етнички састав према попису из 2002.‍ | Етнички састав према попису из 2002.‍ | Етнички састав према попису из 2002.‍ | Етнички састав према попису из 2002.‍ | Етнички састав према попису из 2002.‍ |
| ------------------------------------ | ------------------------------------ | ------------------------------------ | ------------------------------------ | ------------------------------------ |
|                                      |                                      |                                      |                                      |                                      |
| Бошњаци                              | Бошњаци                              |                                      | 829                                  | 93,67%                               |
| Срби                                 | Срби                                 |                                      | 34                                   | 3,84%                                |
| Муслимани                            | Муслимани                            |                                      | 8                                    | 0,90%                                |
| Црногорци                            | Црногорци                            |                                      | 4                                    | 0,45%                                |
| Македонци                            | Македонци                            |                                      | 1                                    | 0,11%                                |
| непознато                            | непознато                            |                                      | 9                                    | 1,01%                                |

| Година пописа     | 1948. | 1953. | 1961. | 1971. | 1981. | 1991. | 2002. |
| ----------------- | ----- | ----- | ----- | ----- | ----- | ----- | ----- |
| Број домаћинстава | 75    | 81    | 106   | 116   | 166   | 178   | 181   |

| Број чланова      | 1 | 2  | 3  | 4  | 5  | 6  | 7  | 8 | 9 | 10 и више | Просек |
| ----------------- | - | -- | -- | -- | -- | -- | -- | - | - | --------- | ------ |
| Број домаћинстава | 9 | 11 | 20 | 40 | 38 | 33 | 16 | 8 | 3 | 3         | 4,82   |

| Пол    | Укупно | Неожењен/Неудата | Ожењен/Удата | Удовац/Удовица | Разведен/Разведена | Непознато |
| ------ | ------ | ---------------- | ------------ | -------------- | ------------------ | --------- |
| Мушки  | 327    | 127              | 185          | 6              | 1                  | 8         |
| Женски | 329    | 108              | 202          | 17             | 1                  | 1         |
| УКУПНО | 656    | 235              | 387          | 23             | 2                  | 9         |

| Пол    | Укупно                    | Пољопривреда, лов и шумарство | Рибарство                            | Вађење руде и камена | Прерађивачка индустрија       |
| ------ | ------------------------- | ----------------------------- | ------------------------------------ | -------------------- | ----------------------------- |
| Мушки  | 88                        | 16                            | 0                                    | 0                    | 9                             |
| Женски | 72                        | 49                            | 0                                    | 0                    | 4                             |
| УКУПНО | 160                       | 65                            | 0                                    | 0                    | 13                            |
| Пол    | Производња и снабдевање   | Грађевинарство                | Трговина                             | Хотели и ресторани   | Саобраћај, складиштење и везе |
| Мушки  | 0                         | 7                             | 16                                   | 4                    | 13                            |
| Женски | 0                         | 0                             | 1                                    | 2                    | 0                             |
| УКУПНО | 0                         | 7                             | 17                                   | 6                    | 13                            |
| Пол    | Финансијско посредовање   | Некретнине                    | Државна управа и одбрана             | Образовање           | Здравствени и социјални рад   |
| Мушки  | 0                         | 0                             | 4                                    | 10                   | 1                             |
| Женски | 0                         | 0                             | 0                                    | 7                    | 7                             |
| УКУПНО | 0                         | 0                             | 4                                    | 17                   | 8                             |
| Пол    | Остале услужне активности | Приватна домаћинства          | Екстериторијалне организације и тела | Непознато            | Непознато                     |
| Мушки  | 5                         | 0                             | 0                                    | 3                    | 3                             |
| Женски | 1                         | 0                             | 0                                    | 1                    | 1                             |
| УКУПНО | 6                         | 0                             | 0                                    | 4                    | 4                             |